# الركراكة

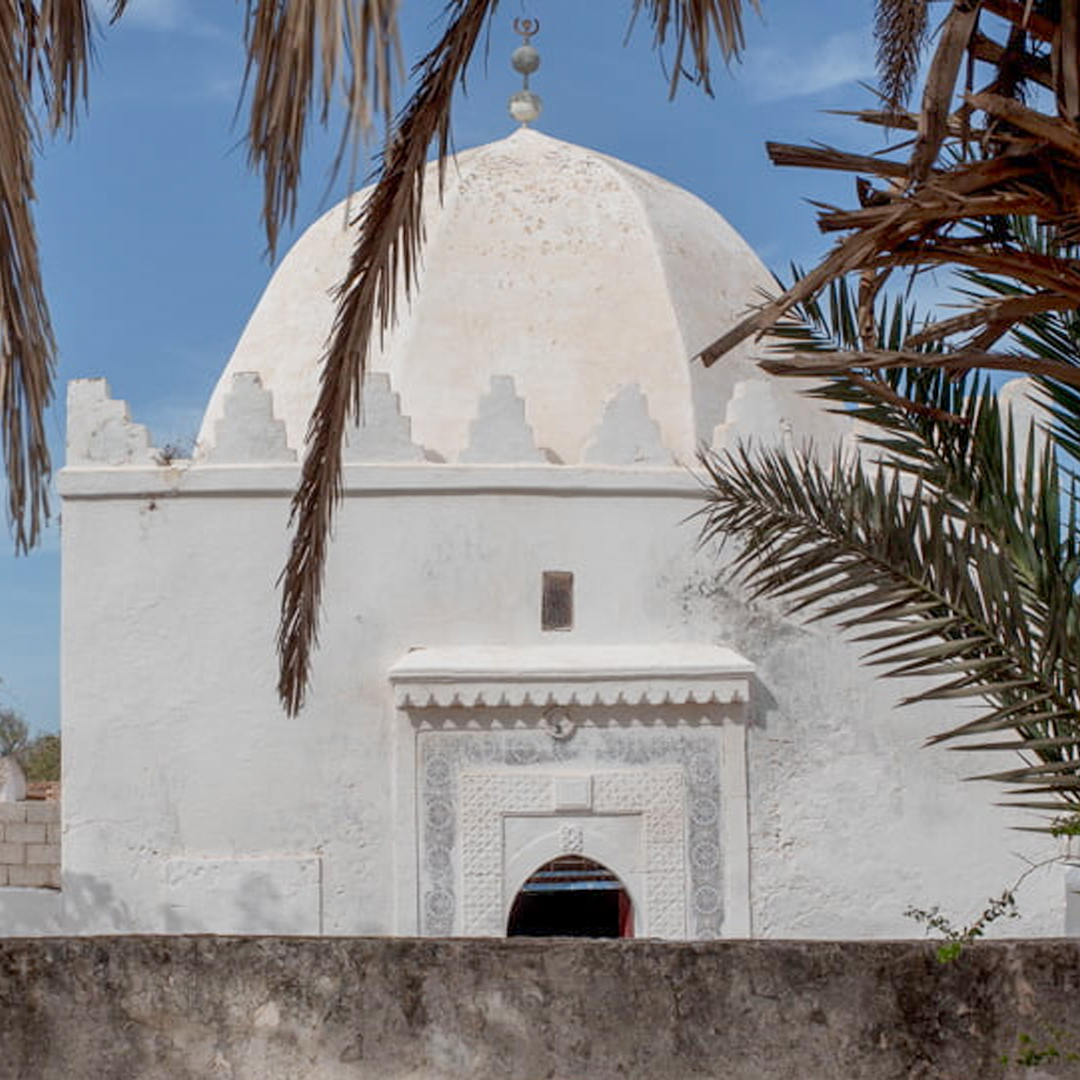
زاوية الركراكة: مبنى يوجد فيه قبر الولي

الركراكة هي مجموعة فرعية ضمن اتحاد قبائل المصمودة الأمازيغية الأكبر في المغرب . وقد لعبوا تاريخيا دورا محوريا في المشهد الثقافي والديني لمنطقة الشياظمة على طول الساحل الأطلسي بين آسفي و الصويرة . يشتهر الركراكة بممارساتهم الروحية وحجهم السنوي، المعروف محليًا باسم الموسم ، والذي يمتد لتسعة وثلاثين يومًا ويبدأ كل عام عند الاعتدال الربيعي.

## الأهمية التاريخية والثقافية
تعود أصول قبيلة الركراكة إلى جبال جبل لحديد ، حيث أدخلوا الإسلام إلى المنطقة إلى جانب قبيلتين أخريين، حاحا و الشياظمة . في اللغة الأمازيغية ، تشير كلمة الركراكة  إلى الأفراد الذين يتمتعون بالبركة، وهي قوة روحية يعتقد أنها تمنح البركات. وقد نشأت هذه التسمية من مكانتهم الدينية المرموقة في عصور ما قبل الإسلام، والتي ميزتهم كمجموعة نبيلة داخل المجتمع.

## حج الداور
يعتبر حج الدور السنوي حجر الزاوية في ثقافة الركراكة، حيث يشمل رحلة تبلغ حوالي 460 كيلومترًا عبر تضاريس متنوعة. يزور الحجاج حوالي أربعين مزارًا، تُعرف بالزوايا، والتي لها أهمية روحية وتراثية كبيرة. يتم توزيع هذه المحميات من خلال ثلاث عشرة أخوية ريفية (زوايا)، تؤدي كل منها أدوارًا متميزة داخل الاتحاد.
خلال رحلة الحج، التي تشمل ما يصل إلى 51 مرحلة، ينخرط المشاركون في احتفالات جماعية تعرف باسم الموسم . تمزج هذه الأحداث بين الاحتفالات الدينية والمعارض المحلية، مما يعزز الشعور بالتضامن المجتمعي والاستمرارية الثقافية. الحج ليس بمثابة رحلة دينية فحسب، بل أيضًا كمركز اجتماعي واقتصادي، يضم الأسواق ووسائل الترفيه التي تعلق الحياة العادية مؤقتًا.

## الأساطير والتقاليد الروحية
وفقًا للأسطورة، يعود نسب قبيلة الركراكة إلى سبعة قديسين أمازيغ سافروا إلى مكة في زمن النبي محمد. هؤلاء القديسون، المعروفون باسم صحابة النبي، اعتنقوا الإسلام وكُلفوا بنشر الدين عند عودتهم إلى شمال أفريقيا . وهكذا يحافظ الحج على ارتباط عميق بهذه الشخصيات التأسيسية، ويجسد رحلة روحية تنشط الأولياء وتؤكد من جديد الالتزام الجماعي بالإسلام.

## الصلة المعاصرة
على الرغم من التحديات التي يفرضها التحديث والسياحة، فإن رحلة الركراكة لا تزال تمثل حدثًا ثقافيًا وروحيًا حيويًا في المغرب. غالبًا ما يشار إليها باسم "حج الفقراء" على عكس الحج، فهي تستمر في جذب المصلين الباحثين عن البركة والشفاء والتضامن المجتمعي. ويجسد الحج مرونة المغرب الثقافية وتراثه الروحي، ويجسد مزيجا من التقاليد والتكيف استجابة للضغوط المعاصرة.